# Melogale cucphuongensis
Melogale cucphuongensis är en provisoriskt godkänd rovdjursart i släktet solgrävlingar. Ytterligare undersökningar efterfrågas för att säkerställa att populationen utgör en art.
Denna grävling upptäcktes 2005 i Cuc Phuong nationalpark i norra Vietnam men individen blev bara fotograferad. Ett år senare hittades ytterligare en individ som blev artens holotyp. Melogale cucphuongensis skiljer sig främst i avvikande detaljer av skallens konstruktion från Melogale moschata och Melogale personata. Genetiska undersökningar tyder på att den utgör systerarten till ett taxon med dessa två solgrävlingar. Andra individer som dokumenterades med hjälp av kamerafällor kan likaså tillhöra den ny beskrivna arten.
Landskapet i det kända utbredningsområdet består främst av städsegrön skog kring kalkstensklippor. I regionen pågår intensiv jakt på olika däggdjur, inklusive solgrävlingar. IUCN listar Melogale cucphuongensis sedan 2016 med kunskapsbrist (DD).